# Alfred Marche
Antoine-Alfred Marche (né le 15 février 1844 à Boulogne-Billancourt et mort le 31 août 1898 à Paris) est un naturaliste et explorateur français qui organisa ou participa à plusieurs expéditions en Afrique, aux Philippines et aux Îles Mariannes.
Il participe tout d’abord à trois expéditions en Afrique de l’Ouest (1872, 1873–74 et 1875–77). Lors de la deuxième, il explore l’Ogooué en compagnie de Victor de Compiègne ; malades, les deux explorateurs ne peuvent achever la remontée du fleuve . Lors de la troisième, il est accompagné par Savorgnan de Brazza mais, de nouveau, la maladie intervient et l’oblige à retourner en France avant ses compagnons.
Après semble-t-il une formation au Muséum national d'histoire naturelle sous la direction d’Ernest Hamy, directeur des missions scientifiques du ministère de l’Instruction publique, il est envoyé en 1879 à Singapour puis à Manille. Il effectuera ensuite de nombreuses expéditions aux Philippines. Lors de la dernière, entamée en 1886, il visite également les Îles Mariannes (1887-1889).
En 1887 il reçoit la Légion d'Honneur.
Il achève sa carrière comme archiviste à Tunis.
Il recueille durant ses expéditions de nombreux specimens d’oiseaux, comprenant de nouvelles espèces comme le Ptilope de Marche et le Zostérops doré.
Il est membre fondateur de la Société zoologique de France.
Outre le Ptilope de Marche Ptilinopus marchei (Oustalet, 1880) et le Zostérops doré Cleptornis marchei (Oustalet, 1889), le Calao de Palawan Anthracoceros marchei (Oustalet, 1885) et le Blaireau de Palawan Mydaus marchei (Huet, 1887) sont nommés d’après lui.

## Œuvre
- Trois voyages dans l'Afrique occidentale : Sénégal, Gambie, Casamance, Gabon, Ogooué, Paris : Hachette, 1879. (OCLC 19175194)
- Lucon et Palaouan; six années de voyages aux Philippines. Paris, Hachette, 1887. (OCLC 8706330)
- Note de voyage sur les iles Mariannes. Tunis, Impr. Rapide (Louis Nicolas et cie) 1898. (OCLC 16340091)